# Jevgenia Kolodko
Jevgenia Nikolajevna Kolodko (ryska: Евгения Николаевна Колодко), född 22 juli 1990 i Nerjungri, är en rysk friidrottare.
Kolodko blev olympisk silvermedaljör i kulstötning vid sommarspelen 2012 i London. 2016 blev Kolodko diskvalificerad och fick sin medalj borttagen efter att hon visat sig vara dopad.